# Лоуел (Индијана)
Лоуел (енгл. Lowell) град је у америчкој савезној држави Индијана.

## Демографија
По попису из 2010. године број становника је 9.276, што је 1.771 (23,6%) становника више него 2000. године.
| Група             | 2000.         | 2010.         |
| Белци             | 7.149 (95,3%) | 8.456 (91,2%) |
| Афроамериканци    | 2 (0,0%)      | 49 (0,5%)     |
| Азијати           | 18 (0,2%)     | 24 (0,3%)     |
| Хиспаноамериканци | 265 (3,5%)    | 640 (6,9%)    |
| Укупно            | 7.505         | 9.276         |